# Yudetamago
Yudetamago (ゆでたまご?) es el seudónimo de un dúo de mangakas japoneses formado por el guionista Takashi Shimada y el dibujante Yoshinori Nakai. Su obra más conocida es la saga Kinnikuman.

## Biografía
El dúo está formado por el guionista Takashi Shimada (1960) y el dibujante Yoshinori Nakai (1961), dos hombres originarios de Osaka. Ambos se conocieron en el instituto y comenzaron a publicar manga durante esa etapa, influenciados por la obra de otro dúo de autores, Fujiko Fujio. En un primer momento utilizaron como firma el acrónimo Takayoshi Motoyama, y más tarde lo cambiaron por el seudónimo Yudetamago, que en español significa «huevo cocido».
Con 16 años presentaron a concurso dos obras inspiradas en la lucha profesional: Gong desu yo al premio Akatsuka y Mammoth al premio Tezuka. Aunque no ganaron, la editorial Shūeisha les asignó un editor y encargó una obra autoconclusiva de la que saldría Kinnikuman —en español: Musculman—, una parodia de Ultraman protagonizada por Musculman, un superhéroe musculoso que practica lucha libre. Antes de convertirla en serie regular publicaron dos one-shots: Okamarasu no Maki (diciembre de 1978), que obtuvo un accésit en el premio Akatsuka, y Eraginesu no Maki (marzo de 1979).
Kinnikuman se publicó en la revista Shōnen Jump desde el 28 de mayo de 1979 hasta el 4 de mayo de 1987, con un total de 387 episodios recopilados en 36 volúmenes tankōbon. La popularidad de este manga en los años 1980 motivó el lanzamiento de una franquicia de productos comerciales, videojuegos, una secuela basada en un personaje secundario —Tatakae!! Ramenman (1982-1988)—, y el estreno de un anime en 1983 a cargo de Toei Animation. En 1984, Kinnikuman fue reconocida con el Premio Shōgakukan en la categoría de «mejor manga infantil».
Después de Kinnikuman, Yudetamago apostó en los años 1990 por nuevas series que no gozaron de la misma repercusión, tanto en Shūeisha como en otras editoriales. Algunas de las más longevas fueron Yūrei Kozō ga Yatte Kita, ambientada en un universo sobrenatural (1987-1989); Kick Boxer Mamoru, protagonizada por un luchador de kick boxing (1990-1991), y Lion Heart  (1993-1995), esta última en la revista Gekkan Shōnen Gangan.
Entre 1998 y 2011 publicaron en la revista Shūkan Playboy una secuela de su serie más exitosa, Kinnikuman Nisei  —en español: Musculman: La nueva generación—, protagonizada por el hijo de Musculman, que fue recopilada en 28 volúmenes y vino acompañada por otra serie derivada, All Chōjin Dai-Shingeki (2001-2007) para V Jump. En 2011, Yudetamago anunció que retomaba la serie original de Kinnikuman desde el sitio web de Shūkan Playboy. Con la suma de sus distintas etapas, la serie lleva más de 800 capítulos recopilados en 85 volúmenes y ha vendido más de 75 millones de ejemplares en Japón.

## Obras
| Título                                                                          | año                     | Revista                          | Editorial | Notas        | Ref.   |
| ------------------------------------------------------------------------------- | ----------------------- | -------------------------------- | --------- | ------------ | ------ |
| Kinnikuman (キン肉マン)                                                         | 1979-1987 2011-Presente | Shūkan Shōnen Jump Shū Play News | Shūeisha  | Manga, Anime | [ 11 ] |
| Tatakae!! Ramenman (闘将!! 拉麺男)                                              | 1982-1989               | Shūkan Shōnen Jump               | Shūeisha  | Manga, Anime | [ 12 ] |
| Yūrei Kozō ga Yattekita! (ゆうれい小僧がやってきた!)                            | 1987-1988               | Shūkan Shōnen Jump               | Shūeisha  | Manga        | [ 8 ]  |
| Scrap Sandayū (SCRAP三太夫)                                                     | 1989                    | Shūkan Shōnen Jump               | Shūeisha  | Manga        |        |
| Kick Boxer Mamoru (蹴撃手マモル, Kikku Bokusā Mamoru)                           | 1990-1991               | Shūkan Shōnen Jump               | Shūeisha  | Manga        |        |
| Total Fighter Kao (トータルファイターK, Tōtaru Faitā Kao)                       | 1993-1995               | DX Bombom                        | Kōdansha  | Manga        |        |
| Lion Heart (ライオンハート, Raionhāto)                                          | 1993-1995               | Gekkan Shōnen Gangan             | Enix      | Manga        |        |
| Guruman-kun (グルマンくん)                                                      | 1994-1996               | Gekkan Shōnen Ace                | Kadokawa  | Manga        |        |
| Kinnikuman Nisei (キン肉マンII世)                                               | 1998-2011               | Shūkan Playboy                   | Shūeisha  | Manga        |        |
| Kinnikuman Nisei: All Choujin Dai Shingeki (キン肉マンII世〜オール超人大進撃〜) | 2001-2007               | V Jump                           | Shūeisha  | Manga        |        |